# Bracon chagrinicus
Bracon chagrinicus är en stekelart som beskrevs av Ahmet Beyarslan 2002. Bracon chagrinicus ingår i släktet Bracon och familjen bracksteklar. Inga underarter finns listade.